# Konstanty Pereświet-Sołtan

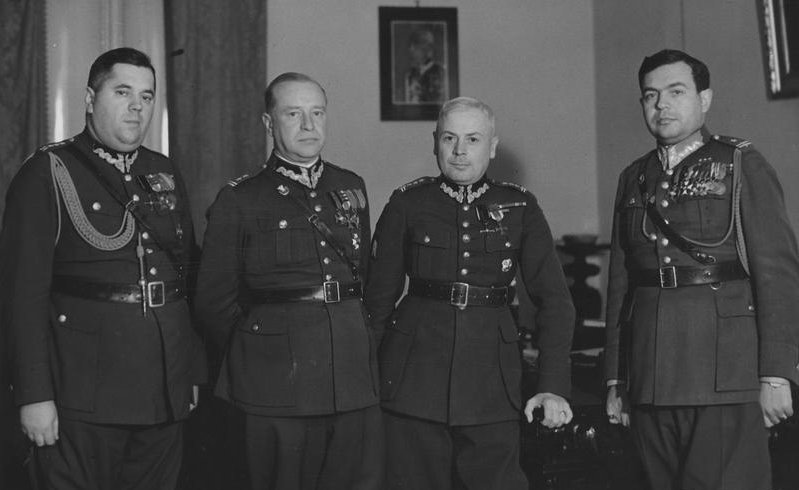
Objęcie funkcji komendanta garnizonu warszawskiego przez płk. Stanisława Machowicza. Od lewej: kpt. Hampel, ppłk Konstanty Pereświet-Sołtan, płk Stanisław Machowicz, mjr Edward Czuruk (1935).

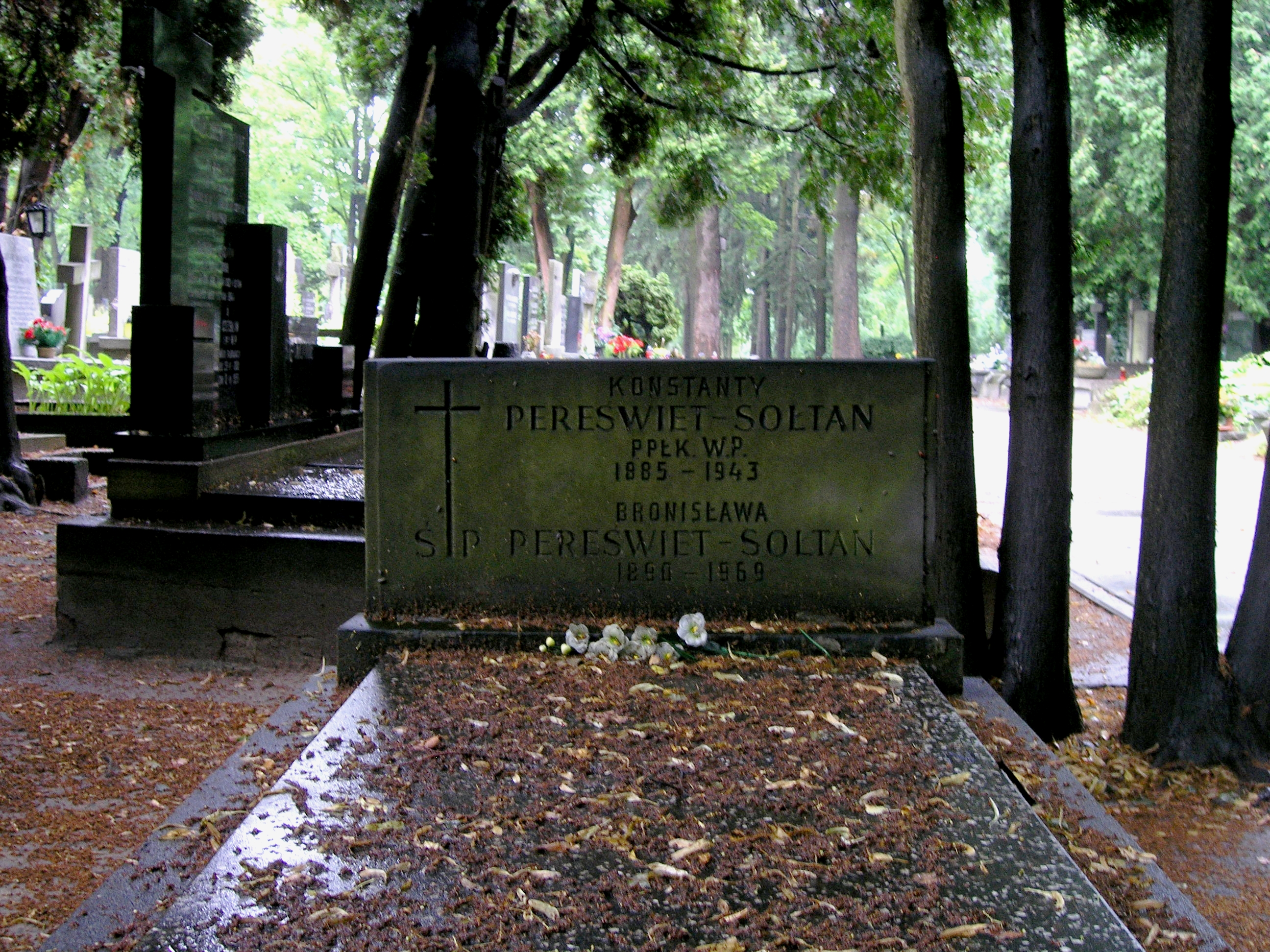
Grób ppłk. Konstantego Pereświet-Sołtana na Cmentarzu Wojskowym na Powązkach w Warszawie

Konstanty Pereświet-Sołtan (ur. 8 marca 1885 w Bajówce, zm. 31 grudnia 1943 w Warszawie) – podpułkownik piechoty Wojska Polskiego, kawaler Orderu Virtuti Militari.

## Życiorys
Urodził się 8 marca 1885 w Bajówce, w ówczesnym powiecie czerykowskim guberni mohylewskiej, w rodzinie Konstantego i Józefy ze Święcickich. Ukończył szkołę realną w Mohylewie. Studiował na Politechnice Kijowskiej. Podczas I wojny światowej służył w armii rosyjskiej, trafił do niewoli niemieckiej, gdzie zgłosił się do Legionów Polskich. W latach 1918–1935 służył w Wojsku Polskim. W czasie wojny z bolszewikami walczył w szeregach 41 pułku piechoty.
19 sierpnia 1920 został zatwierdzony z dniem 1 kwietnia 1920 w stopniu kapitana, w piechocie, w grupie oficerów byłych Korpusów Wschodnich i byłej armii rosyjskiej. 1 czerwca 1921 pełnił służbę w 17 pułku piechoty. 3 maja 1922 został zweryfikowany w stopniu majora ze starszeństwem z dniem 1 czerwca 1919 i 396. lokatą w korpusie oficerów piechoty. 22 lipca 1922 został zatwierdzony na stanowisku dowódcy I batalionu 17 pułku piechoty w Rzeszowie. 1 grudnia 1924 prezydent RP nadał mu stopień podpułkownika z dniem 15 sierpnia 1924 i 79. lokatą w korpusie oficerów piechoty.
Z dniem 25 lutego 1925 został przeniesiony do Korpusu Ochrony Pogranicza na stanowisko dowódcy 13 batalionu granicznego w Kopyczyńcach. W lutym 1926 został przeniesiony na stanowisko dowódcy 23 batalionu granicznego. W styczniu 1929 został przeniesiony z KOP do 30 pułku piechoty w Warszawie na stanowisko dowódcy pułku. W 1931 był słuchaczem V Kursu Unifikacyjnego dowódców pułków piechoty. Ówczesny komendant Centrum Wyszkolenia Piechoty w Rembertowie, pułkownik Bruno Olbrycht wystawił mu następującą opinię: „pracowity, niezdecydowany, powierzchowny, taktycznie nieopanowany”. W marcu 1932 otrzymał przeniesienie do Dowództwa Okręgu Korpusu Nr I w Warszawie na stanowisko inspektora poborowego. W grudniu 1933 został przeniesiony do Komendy Miasta Warszawy na stanowisko zastępcy komendanta z równoczesnym powierzeniem czasowo obowiązków komendanta miasta Warszawy. Z dniem 31 sierpnia 1935 został przeniesiony w stan spoczynku.
W kampanii wrześniowej 1939 był oficerem sztabu dowódcy piechoty Zgrupowania „Brześć”. 
Zmarł 31 grudnia 1943. Pochowany na Cmentarzu Wojskowym na Powązkach w Warszawie (kwatera A21-tuje-6). 
13 lipca 1920 ożenił się z Bronisławą z domu Rouba (zm. 1969). Ich syn Tadeusz Józef Pereświet-Sołtan (1921–1996) był żołnierzem AK ps. Karcz, uczestnikiem powstania warszawskiego.  

## Ordery i odznaczenia
- Krzyż Srebrny Orderu Wojskowego Virtuti Militari[21] nr 657
- Krzyż Walecznych czterokrotnie[21]
- Złoty Krzyż Zasługi – 16 marca 1934 „za zasługi na polu organizacji i administracji wojska”[22][23]
- Medal Pamiątkowy za Wojnę 1918–1921[1]
- Medal Dziesięciolecia Odzyskanej Niepodległości[1]
- Brązowy Medal za Długoletnią Służbę[1]
- Order Krzyża Orła III klasy (Estonia)[1]

7 października 1935 Komitet Krzyża i Medalu Niepodległości odrzucił wniosek o nadanie mu tego odznaczenia „z powodu braku pracy niepodległościowej”.